# Макс фон Шенкендорфф
Макс Генріх Моріц Альберт фон Шенкендорфф (нім. Max Heinrich Moritz Albert von Schenckendorff; 24 лютого 1875, Пренцлау — 6 липня 1943, Круммгюбель) — німецький офіцер, генерал піхоти вермахту..

## Біографія
Виходець із давнього прусського роду, відомого з 13 століття. Старший брат Генріха фон Шенкендорффа. 
Закінчив кадетський корпус, з 1894 року служив в піхоті. Під час Першої світової війни служив командиром батальйону, з липня 1918 року — офіцер для особливих доручень при начальнику генерального штабу. З 1922 по 1926 рік служив в міністерстві оборони. У лютому 1930 року був звільнений з дійсної військової служби.
Повернутий на дійсну військову службу під час загальної мобілізації в 1939 році. Під час німецько-радянської війни командував частинами забезпечення і тилом групи армій «Центр». Був одним з ініціаторів створення колабораціоністських військових частин і прихильником скорочення репресій проти місцевого населення в тилу німецької армії. На Смоленському процесі названий одним з головних винуватців масових вбивств і вивезення в Німеччину жителів Смоленщини. У міру зростання партизанського руху на окупованій території був змушений приділяти багато уваги антипартизанським операціям. Також був одним з активних провідників політики переслідування і геноциду єврейського населення. Зокрема, згідно з його наказом № 1 від 7 липня 1941 року вводилися обов'язкові для носіння євреями з 10 років нарукавні пов'язки білого кольору з намальованою жовтою зіркою Давида. 21 серпня видав наказ, який з метою «суворого контролю за діяльністю євреїв» забороняв їм залишати місця проживання. Підлеглі Шенкендорффу війська відрізнялися жорстокістю і масовою участю у винищуванні євреїв.
1 січня 1943 року відправлений Адольфом Гітлером у відставку у зв'язку із захворюванням серця. Помер від серцевого нападу 6 липня 1943 року в місті Круммгюбель під час проходження курсу лікування в місцевому санаторії.

## Нагороди
- Столітня медаль
- Залізний хрест 2-го і 1-го класу
- Хрест «За військові заслуги» (Австро-Угорщина) 3-го класу з військовою відзнакою
- Королівський орден дому Гогенцоллернів, лицарський хрест з мечами
- Хрест «За вислугу років» (Пруссія) (1919)
- Орден Святого Йоанна (Бранденбург), лицар справедливості
- Почесний хрест ветерана війни з мечами
- Застібка до Залізного хреста 2-го і 1-го класу
- Німецький хрест в золоті (26 грудня 1941)